# Jean Dorst
Jean Dorst (7. srpna 1924 Mylhúzy – 8. srpna 2001 Paříž) byl francouzský ornitolog. Vystudoval Pařížskou univerzitu, od roku 1947 pracoval v Muséum national d'histoire naturelle a byl jeho ředitelem v letech 1975 až 1985, kdy odstoupil na protest proti zásahům vlády do fungování muzea. Pracoval také pro Mezinárodní svaz ochrany přírody a organizaci Přátelé Země, byl prezidentem Darwinovy nadace na ochranu galapážské fauny. V roce 1973 se stal členem Francouzské akademie věd. Ve své publicistické činnosti se zaměřoval na výchovu k ochraně přírodního bohatství. Česky vyšla jeho kniha Ohrožená příroda (Panorama 1985, přeložila Mária Lexová). Podílel se také na scénáři dokumentárního filmu Ptačí svět.